# Triportheus magdalenae
Triportheus magdalenae är en fiskart som först beskrevs av Steindachner, 1878.  Triportheus magdalenae ingår i släktet Triportheus och familjen Characidae. Inga underarter finns listade i Catalogue of Life.